# Buckland (Massachusetts)
Buckland – miasto w Stanach Zjednoczonych, w stanie Massachusetts, w hrabstwie Franklin.